# Iroquoisie
Ne doit pas être confondu avec Cinq nations civilisées.
1142–1779
Entités précédentes :
- Nations iroquoises

Entités suivantes :
- États-Unis (1779)

L'Iroquoisie est le pays de la Confédération iroquoise, ou Ligue des Cinq-Nations (langues iroquoiennes : Haudenosaunee), confédération formée par les Iroquois de cinq nations. En 1722, une sixième se joint à elles. La Confédération reste unie jusqu'à la guerre d'indépendance américaine durant laquelle les membres sont divisés en soutenant les différents belligérants.
La Confédération perdure sous une autre forme après la colonisation. Elle a été décrite comme l'une des plus anciennes démocraties participatives du monde.

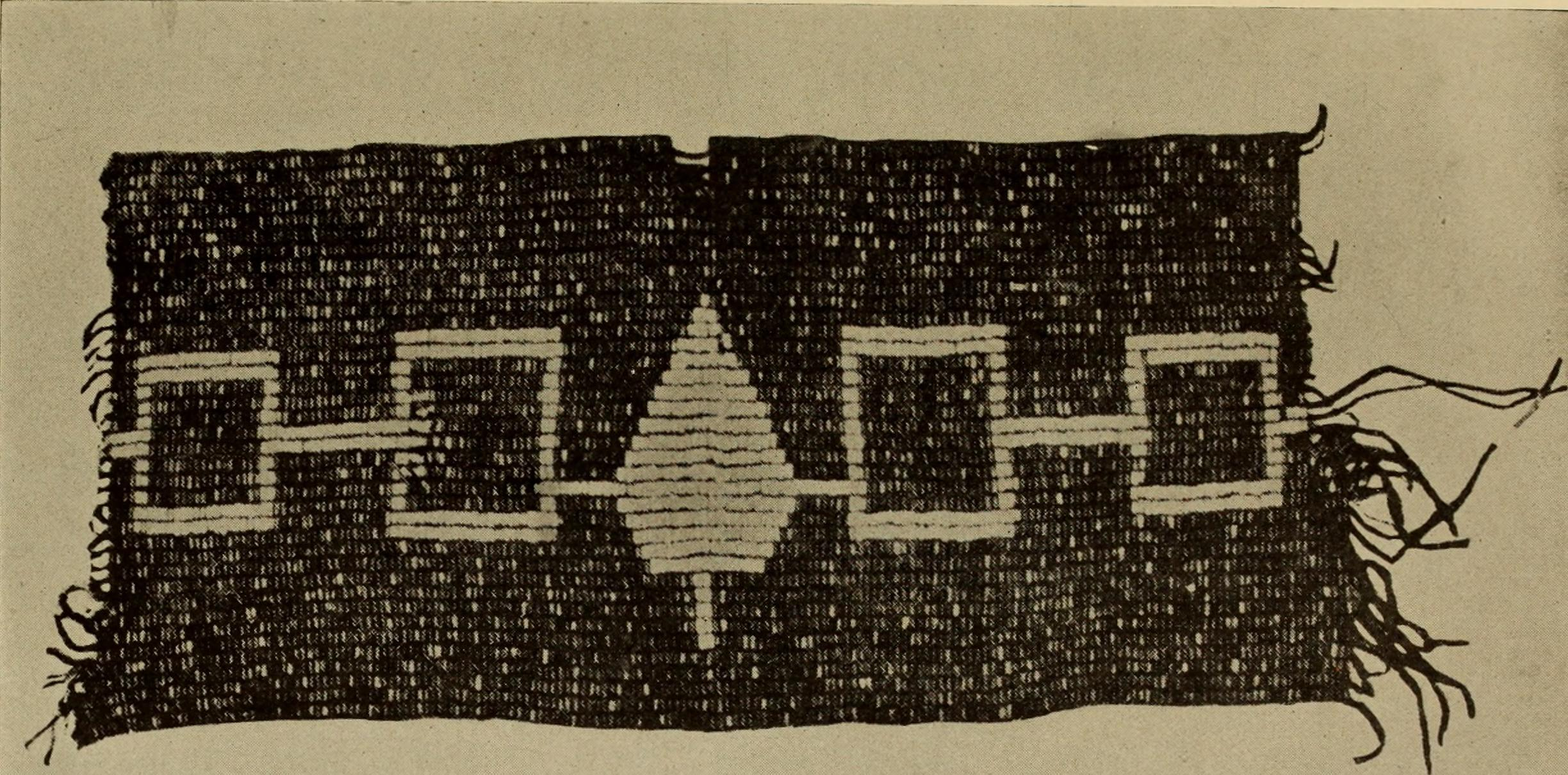
Ceinture de wampum Hiawatha (1909)

## Histoire

### Fondation
Comme le résume notamment l'Encyclopedia of the Haudenosaunee, une controverse au sujet de la date de fondation de la Confédération persiste à ce jour entre les historiens européens (ou américains d'ascendance et de culture européenne), d'une part, et les gardiens (ou transmetteurs) de l'histoire orale iroquois. 
Ainsi, les représentants de la tradition historiographique européenne, tels que Dean Snow, ont majoritairement cherché à situer la date de fondation de la Confédération soit peu de temps avant l'arrivée des premiers Européens en Amérique du Nord (i.e. en 1451), soit en réaction à la colonisation, c'est-à-dire vers 1550 ou même plus tard,,,. Ces efforts de datation tendent à disqualifier les sources orales comme étant peu fiables et préfèrent se fier principalement aux sources écrites européennes et à l'interprétation des traces archéologiques. 
Contre ce point de vue, Barbara A. Mann et Jerry L. Fields rappellent que les gardiens de la tradition orale s'accordent à dater la confédération entre les années 1000 av. J-C et 1390. Ils citent également une source européenne (une relation de Jésuite de 1654) pour suggérer que même les premiers colons jésuites ont pu à l'occasion corroborer l'idée de l'antiquité de la Confédération : 

« En effet de tout temps, ces cinq Nations Iroquoises, s’appellent dans le nom de leur langue, qui est Huronne, Hotinnonchiendi, c’est-à-dire la Cabane achevee; Comme s’ils n’eſtoient qu’une famille. »

Toutefois, face à la difficulté d'interpréter les sources, Barbara A. Mann et Jerry L. Fields avancent que la Confédération pourrait être née le 31 août 1142, qui correspond à la date d'une éclipse solaire survenue sur le territoire de l'Iroquoisie et dont les sources orales conserveraient la trace sous la forme d'une référence à un « soleil noir » qui aurait précédé la fondation de la Confédération.
À une date qui fait donc encore débat, les fondateurs de la Confédération, les dénommés Deganawida (en), Jigonhsasee et Hiawatha arrivent à regrouper cinq nations : Sénécas, Onondagas, Cayugas, Onneiouts et Agniers. En 1722, une sixième nation, les Tuscaroras, se joignit à ce qui devint alors la Ligue des Six-Nations,. Elles sont liées entre elles par une constitution commune appelée Gayanashagowa ou « grande loi de l'Unité ».
On les retrouve au sud du lac Champlain, le long du fleuve Hudson et au sud du lac Ontario. Chaque nation est relativement autonome à l'intérieur de la confédération, mais ils entretiennent des rapports constants et se concertent souvent sur les stratégies à suivre. 
À cette époque, des processus d'unification de peuples et de nations se généralisent non seulement en Amérique mais à travers le monde comme en Espagne en 1469, en Grande-Bretagne en 1536, aux Pays-Bas en 1579, chez les Hulun du nord de la Chine vers 1600 et au Népal en 1744.

### Colonisation
Ils ont été les partenaires commerciaux des Néerlandais, puis des Anglais. Ils furent donc de farouches adversaires pour les Français de la vallée du Saint-Laurent. Lorsqu'ils se décidaient d'agir tous ensemble, ils représentaient une force de frappe impressionnante. Ils ont connu un certain déclin lors de la guerre d'indépendance américaine, lorsqu'ils étaient profondément divisés, certains restant fidèles à la Grande-Bretagne et d'autres épousant la cause des rebelles américains.[source insuffisante]

### Survie post-coloniale
Après la destruction de l'Iroquoisie durant la guerre d'indépendance américaine, une partie de sa population a immigré au nord vers le Haut-Canada. En 1842, le gouvernement du Canada-Uni concède un territoire réservé. aujourd'hui connu sous le nom de Réserve des Six Nations. Jusqu'en 1996, celle-ci fut dirigée par Léon Shenandoah.
Même si l'État iroquois n'existe plus, la Confédération iroquoise existe toujours sous forme de conférence entre les différentes tribus iroquoises et participe entre autres aux championnats du monde de crosse au champ.